# Bernhard Bohm
Bernhard Gustav Bohm (* 4. September 1841 in Brunne; † 17. März 1896 in Berlin) war Gutsbesitzer und Mitglied des Deutschen Reichstags.

## Leben
Bohm besuchte die Höhere Knabenschule in Berlin und bewirtschaftete sein Landgut in Brunne bei Betzin. Er war auch Vorsitzender der Genossenschafts-Molkerei seines Heimatortes.
Von 1893 bis zu seinem Tode war er Mitglied des Deutschen Reichstags für den Wahlkreis Regierungsbezirk Potsdam 3 Ruppin, Templin und die Freisinnige Volkspartei.